# Departamento y región de ultramar

Localización de los departamentos franceses de ultramar (señalados en azul)

Los departamentos y regiones de ultramar (en francés: départements et régions d'outremer, DROM) son cinco colectividades territoriales pertenecientes a la llamada Francia de ultramar, integradas en la República Francesa y que tienen el mismo estatus político que las regiones metropolitanas de dicho país. En cuanto a la Unión Europea, los DROM forman parte de sus regiones ultraperiféricas. Los cinco departamentos y regiones de ultramar son los siguientes:
- Guadalupe (en francés: «La Guadeloupe»)
- Martinica (en francés: «La Martinique»)
- Guayana Francesa (en francés: «La Guyane»)
- Reunión (en francés: «La Réunion»)
- Mayotte (en francés: «Mayotte»)[1]

Cada departamento (DROM) constituye además una región monodepartamental de ultramar con el mismo nivel de importancia que una región metropolitana de Francia.  
No hay que confundir las DROM con las colectividades de ultramar (COM), territorios que gozan de una mayor autonomía, no comparten estatus con los departamentos metropolitanos y no pertenecen a la Unión Europea (excepto San Martín, que sí pertenece a la Unión siendo una región ultraperiférica). Tanto las DROM como las COM forman parte de los territorios franceses de ultramar.

## Listado
| DROM                                | DROM                                | Capital(es)    | Continente | Superficie | Población    | Densidad     | Ubicación |
| ----------------------------------- | ----------------------------------- | -------------- | ---------- | ---------- | ------------ | ------------ | --------- |
| Guadalupe (Guadeloupe)              | Guadalupe (Guadeloupe)              | Basse-Terre    | América    | 1 628 km²  | 403 314 hab. | 248 hab/km²  |           |
| Guayana Francesa (Guyane française) | Guayana Francesa (Guyane française) | Cayena         | América    | 83 846 km² | 301 099 hab. | 3,41 hab/km² |           |
| Martinica (Martinique)              | Martinica (Martinique)              | Fort-de-France | América    | 1 128 km²  | 413 417 hab  | 344 hab/km²  |           |
| Mayotte (Mayotte/Mahoré)            | Mayotte (Mayotte/Mahoré)            | Mamoudzou      | África     | 376 km²    | 270 372 hab. | 577 hab/km²  |           |
| Reunión (La Réunion/La Rényon)      | Reunión (La Réunion/La Rényon)      | Saint-Denis    | África     | 2 512 km²  | 868 848 hab  | 350 hab/km²  |           |

## Historia
Los cinco departamentos de ultramar son antiguas colonias que han sido francesas casi sin interrupción desde su colonización, a mediados del siglo XVII. El estatus de departamento de ultramar les fue  concedido por ley el 19 de marzo de 1946. San Pedro y Miquelón lo tuvo de 1976 a 1985, antes de convertirse en una autoridad local con un estatuto especial y una comunidad en el extranjero en 2007.